# Lutila
Lutila (in ungherese Lutilla) è un comune della Slovacchia facente parte del distretto di Žiar nad Hronom, nella regione di Banská Bystrica.